# Justa Freire
Justa Freire Méndez (Moraleja del Vino, Zamora, 4 de agosto de 1896-Madrid, 15 de julio de 1965) fue una pedagoga y maestra española.

## Biografía
Tras estudiar magisterio en la Escuela Normal de Zamora, obtuvo por oposición la plaza de maestra nacional en 1918, mismo año en que decidió afiliarse a la Unión General de Trabajadores, concretamente a su Federación Española de Trabajadores de la Enseñanza. Brevemente, impartió enseñanza en la escuela de Casillas (Ávila). En 1921 se trasladó a Madrid, donde consiguió plaza en el Grupo Escolar 'Cervantes', centro vinculado a la Institución Libre de Enseñanza y en el que se educaban a los hijos de los obreros del barrio madrileño de Cuatro Caminos. En él Freire se ocupaba de la acción social (cuidado de la casa, comedor, acogida al nuevo alumnado, veladas familiares y con antiguos alumnos), así como de los ensayos pedagógicos del centro (escuela maternal, formación de maestros y atención a las visitas). Asimismo, con el apoyo de la Junta para Ampliación de Estudios pudo sufragarse viajes a Bélgica y Francia para mejorar en su formación pedagógica.
Graduada en la Escuela de Estudios Superiores de Magisterio, en 1932 se dedicó a impartir cursos de pedagogía a maestros en Pamplona y San Martín de Valdeiglesias. En noviembre de 1933 fue nombrada directora del Grupo Escolar 'Alfredo Calderón' de la Ciudad Jardín (Madrid), posteriormente denominado CEIP Padre Poveda, en Madrid, siendo ella una de las primeras mujeres españolas que dirigió a un equipo de docentes formado por hombres. Gracias al diario en el que anotaba toda la actividad escolar conocemos la labor pedagógica que llevó a cabo en este centro educativo. Además, dio a conocer sus experiencias innovadoras a la comunidad educativa mediante sus publicaciones en la revista especializada en pedagogía 'Escuelas de España'. En ese periodo colaboró como maestra con las Misiones Pedagógicas.
Debido a la Guerra civil y por la cercanía a Madrid del ejército sublevado, no se pudo seguir impartiendo clases con normalidad en el 'Alfredo Calderón' y, por ello, en diciembre de 1936 se dio orden de clausurar este centro y de evacuar a sus alumnos a la región de Valencia. Allí el Gobierno español encargó a Freire que colaborara en la creación y desarrollo de las Comunidades Familiares de Educación junto con otros destacados pedagogos como Ángel Llorca. Debido a su buen trabajo el Gobierno fue ascendiéndola: inspectora–visitadora de Colonias, Delegada Regional de la Infancia Evacuada y, finalmente, Delegada Nacional.
Al acabar la guerra civil, en mayo de 1939, la dictadura detuvo a Freire, y en septiembre de ese mismo año un consejo de guerra la condenó a seis años de prisión dentro de un marco ideológico de represaliar a docentes. Finalmente estuvo encarcelada dos años. En su estancia en la Cárcel de mujeres de Ventas, se hizo cargo de la escuela de adultas, ayudada de otras maestras como Rafaela González Quesada. De las presas más jóvenes —menores de edad, entre las que se encontraba alguna de las Trece Rosas—, se encargó la maestra María Sánchez Arbós.
A su salida de Ventas en 1941 impartió clases de forma particular, hasta que en 1944 entró a trabajar como secretaria en el Colegio Británico, si bien también allí realizó labores docentes. En 1952 solicitó que se le permitiera reingresar al cuerpo funcionarial de maestros nacionales. Al año siguiente consiguió recuperar su plaza magisterial, pero sufrió el castigo de perder todos los derechos previos, junto con su antigüedad, y de recibir la prohibición expresa de ejercer en Madrid. Por ello, en 1954 fue nombrada maestra del Grupo Escolar 'Padre Algué' en el municipio barcelonés de Manresa. En 1958 fue trasladada al Centro de Orientación Didáctica del Servicio Nacional del Magisterio, en Madrid, y volvió a dar clases en el Colegio Británico. En esos últimos años colaboró escribiendo artículos en la revista El Magisterio Español, hasta su muerte en Madrid a los 69 años de edad.

## Homenajes

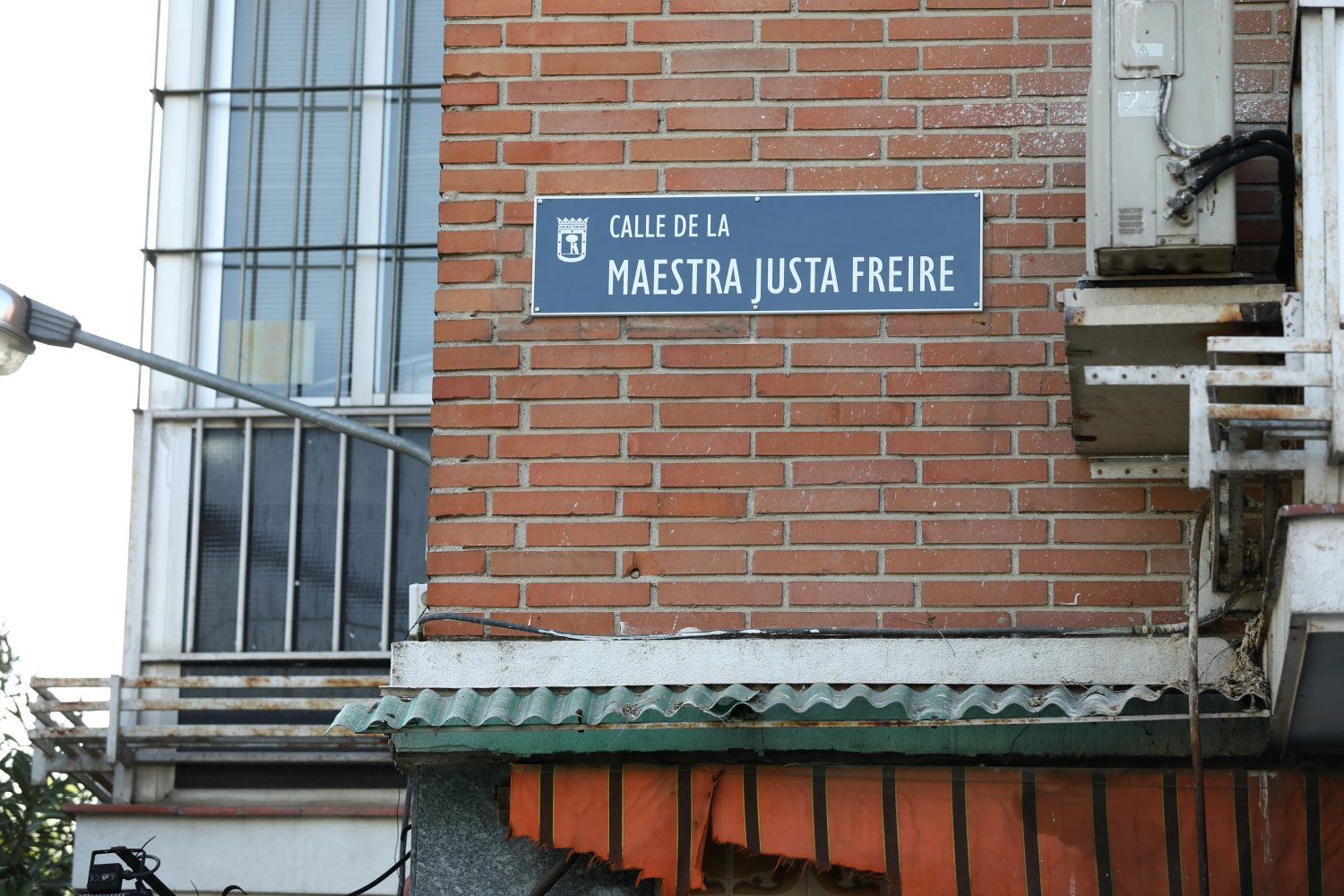
Calle de la Maestra Justa Freire

- Tenía dedicada una calle en Madrid, en el barrio de Las Águilas (Distrito de Latina),[8][9] desde el año 2018 hasta mayo de 2021 cuando el Tribunal Superior de Justicia de Madrid en sentencia judicial repuso el anterior nombre, Millán-Astray, jefe de propaganda del bando fascista en la Guerra Civil.[10]
- Fue una de las maestras republicanas específicamente homenajeadas en las jornadas  "Diarios de Libertad: maestras y pedagogas de la República"[11] organizadas por UGT en el Centro Cultural Galileo de Madrid, del 14 al 16 de noviembre de 2017.[12]
- En marzo de 2022, un grupo de vecinas y vecinos, congregados en la Plataforma por el nombre de la calle Maestra Justa Freire, realizaron un mural, que en principio fue impedida su materialización por parte de la Policía Municipal de Madrid.[13][14] Al mes siguiente, el mural fue vandalizado con mensajes fascistas.[15]
- En abril de 2022, se ha instalado una placa conmemorativa en su "Grupo Escolar 'Alfredo Calderón' " actual CEIP Padre Poveda.
- En marzo de 2023, se le dedica su nombre a la estación de la línea C-5 de Cercanías Madrid bajo el nombre de Maestra Justa Freire-Polideportivo Aluche, anteriormente conocida como Fanjul.
- En 2023 se le dedicó un sello de correos   con una tirada de 125.000 ejemplares para la colección #8MTodoElAño.[16] [17]